# Las Chacas, Ixcatepec
Las Chacas är en ort i Mexiko.   Den ligger i kommunen Ixcatepec och delstaten Veracruz, i den sydöstra delen av landet, 230 km nordost om huvudstaden Mexico City. Las Chacas ligger 280 meter över havet och antalet invånare är 199.
Terrängen runt Las Chacas är huvudsakligen platt, men österut är den kuperad. Las Chacas ligger uppe på en höjd. Runt Las Chacas är det ganska tätbefolkat, med 80 invånare per kvadratkilometer. Närmaste större samhälle är Ixcatepec, 5,2 km nordost om Las Chacas. Trakten runt Las Chacas består till största delen av jordbruksmark.